# A Head Full of Dreams
A Head Full of Dreams je sedmé studiové album anglické skupiny Coldplay. Vydáno bylo v prosinci 2015 společnostmi Parlophone a Atlantic Records. Jeho producenty byli Rik Simpson a duo Stargate. Na albu se dále podíleli Beyoncé, Noel Gallagher, Merry Clayton a další. Píseň „Kaleidoscope“ obsahuje sampl hlasu Baracka Obamy zpívající píseň „Amazing Grace“ na pohřbu politika Clementy Pinckneyho. V hitparádě Billboard 200 se album umístilo na druhé příčce.

## Seznam skladeb
1. „A Head Full of Dreams“ – 3:43
2. „Birds“ – 3:49
3. „Hymn for the Weekend“ – 4:18
4. „Everglow“ – 4:42
5. „Adventure of a Lifetime“ – 4:23
6. „Fun“ – 4:27
7. „Kaleidoscope“ – 1:51
8. „Army of One“ – 6:16
9. „Amazing Day“ – 4:31
10. „Colour Spectrum“ – :00
11. „Up & Up“ – 6:45

## Obsazení
Coldplay
- Chris Martin – zpěv, klavír, kytara
- Jon Buckland – kytara
- Guy Berryman – baskytara
- Will Champion – bicí, perkuse, doprovodné vokály

Ostatní hudebníci
- Davide Rossi – smyčce
- Tim Bergling – programování
- Regiment Horns – žestě
- Beyoncé – zpěv
- Gwyneth Paltrow – zpěv
- Merry Clayton – zpěv
- Tove Lo – zpěv
- Khatia Buniatishvili – klavír
- Coleman Barks – hlas
- Barack Obama – zpěv
- Annabelle Wallis – zpěv
- Noel Gallagher – kytara
- Moses Martin – tamburína
- Rik Simpson – další nástroje, zpěv
- Mikkel S Eriksen – další nástroje
- Tor Erik Hermansen – další nástroje

Sbor
- Nico Berryman
- Jonah Buckland
- Violet Buckland
- Blue Ivy Carter
- Ava Champion
- Juno Champion
- Marianna Champion
- Rex Champion
- Aubrey Costall
- Harvey Costall
- Brian Eno
- Elise Eriksen
- Hege Fossum Eriksen
- Selma Eriksen
- Jacob Green
- Sophia Green
- Daniel Grollo
- Finn Grollo
- Kat Grollo
- Mathilda Grollo
- Max Harvey
- Rofi Harvey
- Idil Hermansen
- Isak Hermansen
- Alison Martin
- Apple Martin
- Moses Martin